# Cicera
Cicera es una localidad del municipio cántabro de Peñarrubia (España). Tenía 68 habitantes en el año 2008 (INE). Está a 500 m s. n. m. y dista cinco kilómetros de Linares, la capital municipal. Celebra la Virgen del Carmen el 16 de julio. Es la localidad más meridional del municipio. Se encuentra rodeada por montañas que forman parte de la alineación de Peña Sagra. Pasa por este lugar un arroyo, el río Cicera, que en su descenso hacia el río Deva, del que es afluente, forma la garganta de la Agüera Riocicera, un desfiladero lateral respecto al de La Hermida. Comparte con el término de Lebeña, en el vecino municipio de Cillorigo de Liébana, el Lote de Poda Cordancas, que forma parte de la Reserva Nacional de Caza del Saja.
Es el último pueblo del municipio antes de pasar a Lamasón, lo que ha determinado que sea lugar de paso de varias rutas. Por Cicera pasa el sendero de pequeño recorrido PR-S.3, llamado «camino de Arceón», que parte del colláu Joz, entre Lamasón y Peñarrubia, pasa por Cicera, sube al collado de Arceón (971 m) y baja a Lebeña, para seguir después por Castro-Cillorigo, donde enlaza con el GR-71 (sendero de la Reserva de Saja), continua por Potes y llega al Monasterio de Santo Toribio de Liébana. En total, son 24 kilómetros. En esta zona meridional del municipio de Peñarrubia, que se va elevando hacia la sierra de las Cuerres, se localizan varias cuevas y simas de interés, pudiendo mencionarse, entre las cercanas a Cicera, la Torca de la Lanchera (desnivel de -171 m) y la Torca de Tresagüelas (-158 m).

## Patrimonio
De su patrimonio destaca la iglesia parroquial en estilo barroco montañés (siglos XVII-XVIII). Su portada tiene un arco de medio punto en casetones. Su interior alberga un retablo mayor churrigueresco con un San Pedro del siglo XVI y un San Antonio del XVII. Tiene una capilla con nervadura de estrellas y combados. En este conjunto rural pueden encontrarse casonas de piedra. A medio kilómetro del pueblo se encuentra también la ermita de Santa Cilde, hoy en ruinas. Entre esta localidad de Cicera y la de Piñeres está la ermita de Santa Catalina (siglos XVII-XVIII).

## Premios a la localidad
La localidad de Cicera fue galardonada con el Premio Pueblo de Cantabria en 2022, después de haberse presentada cinco veces y haber obtenido accésits tres años distintos: 2019, 2020 y 2021.

| Predecesor: Riocorvo | Premio Pueblo de Cantabria 2022 | Sucesor: Barcenillas |